# 金川層
金川層（かなかわそう）は、岡山県岡山市北区御津金川周辺に分布する、砂岩と泥岩で構成された堆積岩の地層。上部三畳系カーニアン階であり、下部三畳系の大野層やペルム系の舞鶴層群とともに舞鶴帯を構成する。化石としては二枚貝が多産し、稀に腕足動物が産出する。
金川層は下部から順に黒色泥質頁岩層、青灰色砂岩、黒色泥質頁岩層に三分される。砂岩は石英・斜長石・正長石に富んだ淘汰の良いアルコース質の中砂あるいは粗砂を主体とする。頁岩の層理はやや不明瞭である。
化石は上部の頁岩層のうち基底に近い層準のみから産出しており、福井県西部に分布する難波江層群のものに類似する化石群集が得られている。産出した具体的な分類群は、中澤・清水 (1962)によれば以下の通りである。これらの中では特にModiolus属未定種が多産し、またSchafhautlia nakazawaiも普通に見られる。
- 二枚貝類（軟体動物）
  - Modiolus sp.
  - Schafhautlia nakazawai
  - Halobia sp.
  - Bakevellia cf. saekii
  - Palaeopharus maizurensis
- 腕足動物
  - Lingula sp.